# Ковальова Лариса Сергіївна
Лариса Сергіївна Ковальова  (рос. Ковалёва, Лариса Сергеевна; 27 квітня 1935, Барнаул — 13 жовтня 1992, Смоленськ) — радянська акторка, Заслужена артистка РРФСР (1991).

## Біографічні відомості
Народилась в театральній сім'ї. Працювала в театрах Кургана, Барнаула, Фергани, Костроми. З 1972 року — на сцені Смоленського драматичного театру. В останні роки життя займалася педагогічною діяльністю. Похована на Братському кладовищі в Смоленську.